# Bresaola
La bresaola (pronunciat bresàola) és un embotit de carn de vedella assaonada durant dos o tres mesos: la vedella comença a adobar-se en cru, quan és fosca, fins que agafa una tonalitat porpra. És originària de la vall de Valtellina, al nord d'Itàlia, dins la regió de la Llombardia, a les comarques properes als Alps. Es pren com a antipasto amb oli d'oliva i suc de llimona. Hi ha una indicació geogràfica protegida: bresaola della Valtellina.